# Francis Johnson (compositore)
Francis Johnson, detto Frank Johnson (Filadelfia, 16 giugno 1792 – Filadelfia, 6 aprile 1844), è stato un docente e musicista statunitense e un prolifico compositore del periodo Antebellum. I compositori afroamericani erano rari negli Stati Uniti in questo periodo, ma Johnson fu tra i pochi ad avere successo. Esibendosi come virtuoso della tromba Kent a chiave (oggi rara) e del violino, scrisse più di duecento composizioni di vari stili: arie d'opera, canzoni di menestrelli etiopi, marce patriottiche, ballate, cotillons, quadriglie, passi veloci e altre danze. Oggi sopravvivono solo manoscritti e trascrizioni per pianoforte.

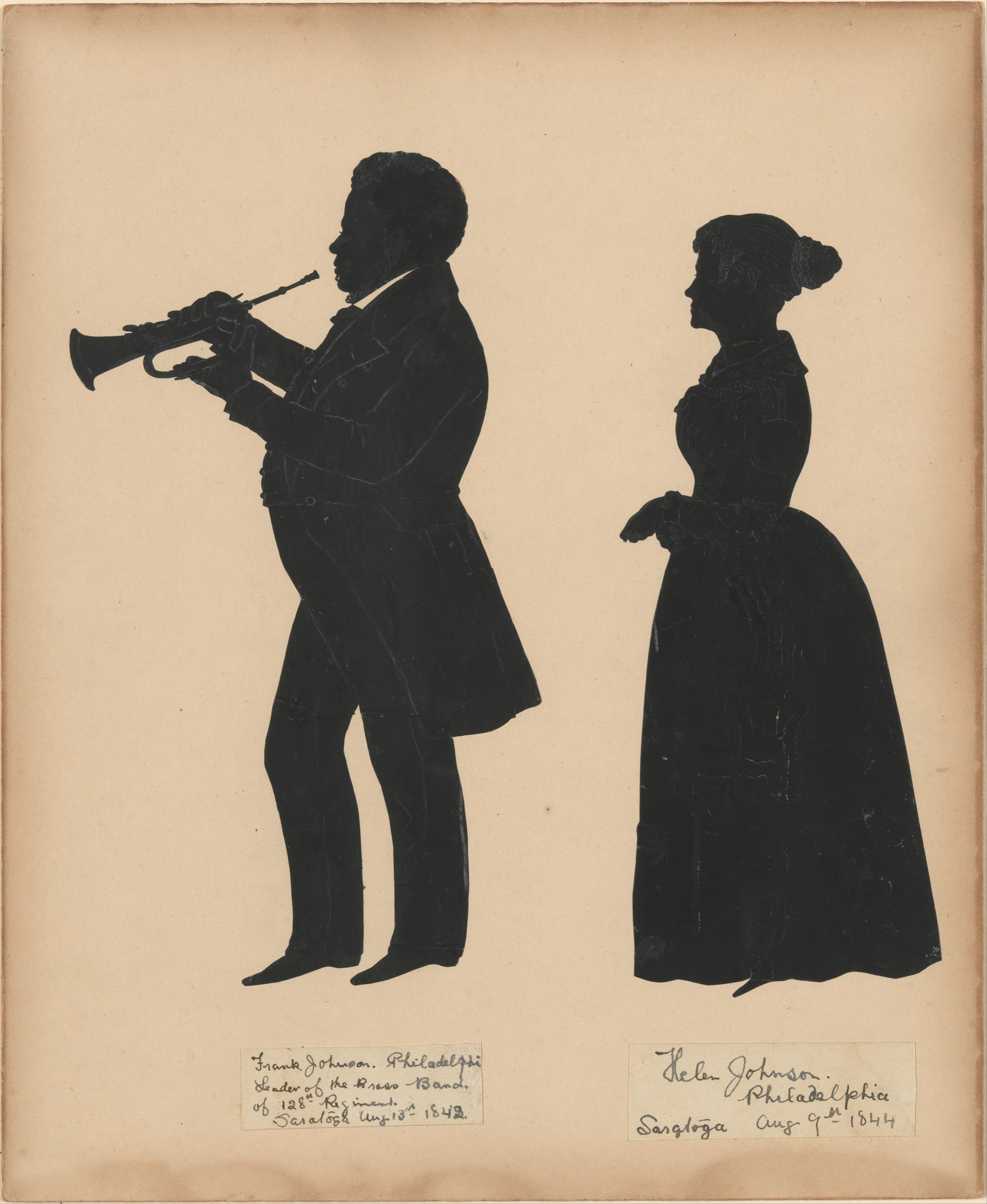
Frank Johnson, capo della banda di ottoni del 128º Reggimento a Saratoga, con la moglie Helen

Johnson è stato il primo compositore afroamericano ad avere le sue opere pubblicate come spartiti. È stato anche il primo afroamericano a tenere concerti pubblici e il primo a partecipare a concerti integrati razzialmente negli Stati Uniti. Ha guidato il primo ensemble musicale americano a presentare concerti all'estero e ha introdotto negli Stati Uniti lo stile del concerto passeggiata.

## Biografia
Francis “Frank” Johnson nacque a Filadelfia, in Pennsylvania, il 16 giugno 1792 e fu battezzato tre mesi dopo nella chiesa episcopale di San Paolo, il 23 settembre. Diresse bande militari e orchestre da ballo, insegnò musica e suonò il violino e la tromba a chiave. La sua carriera iniziale consisteva nell'esibirsi per balli, parate e scuole di ballo. La sua fama si diffuse per la prima volta nel 1818, quando George Willig pubblicò la Johnson's Collection of New Cotillions. La sua carriera fiorì negli anni '20 del XIX secolo, quando eseguì arrangiamenti di musica “alla moda” per la maggior parte dei principali balli di Filadelfia. Nel 1837 Johnson e un piccolo ensemble di musicisti afroamericani si imbarcarono per l'Inghilterra per partecipare alle celebrazioni dell'ascesa della regina Vittoria al trono britannico. Durante questo viaggio, fu colpito dallo stile concertistico del concerto promenade. Quando Johnson tornò dall'Inghilterra nel 1838, introdusse questo nuovo stile di concerto a Filadelfia durante il periodo natalizio.

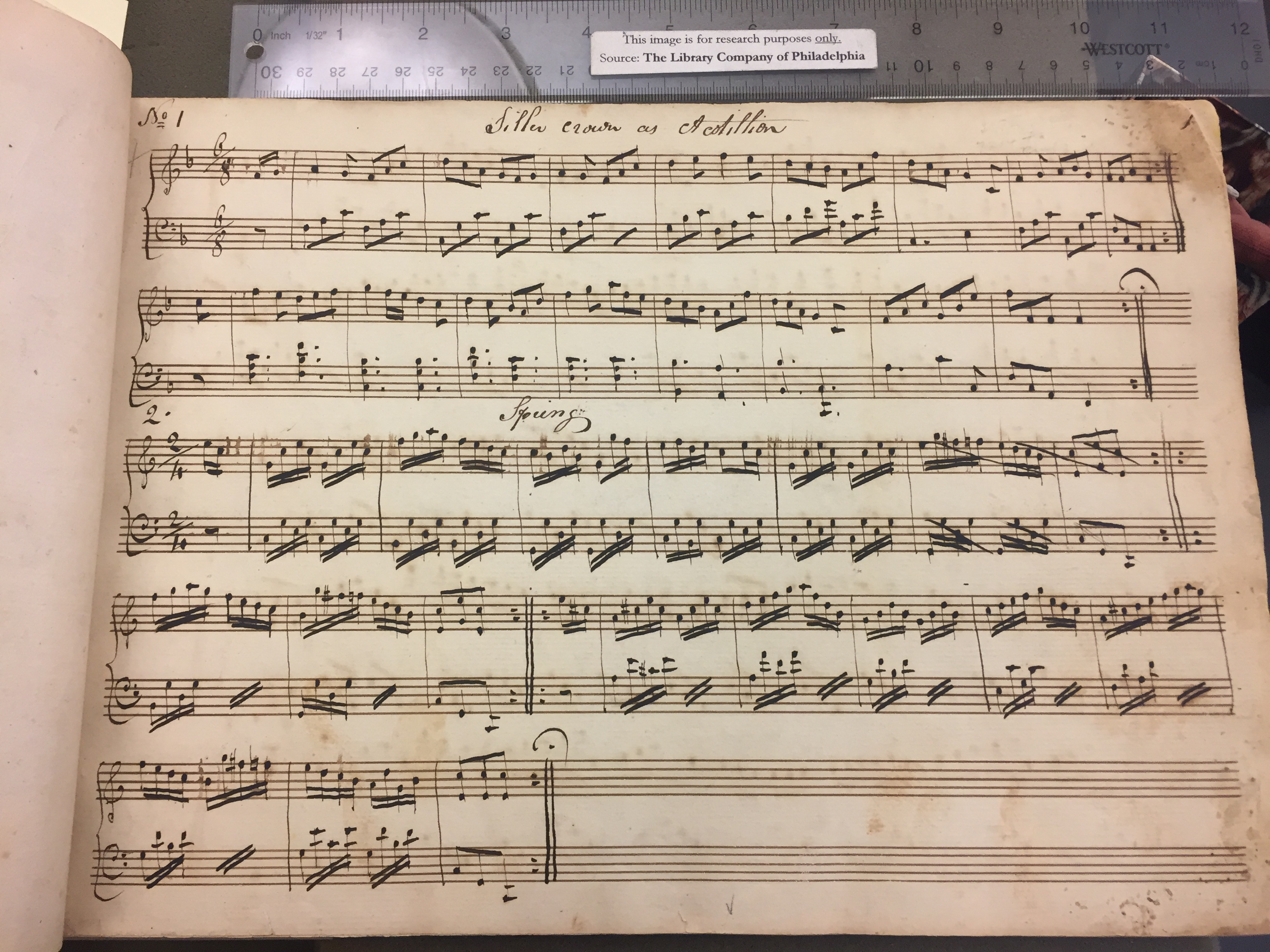
Manoscritto per pianoforte di Frank Johnson, 1820. Compagnia della Biblioteca di Filadelfia.

La Voice Quadrilles di Johnson, un'opera musicale eseguita a Londra e nelle principali città degli Stati Uniti, ricevette un buon successo. La sua opera New Cotillions and March fu eseguita per il Generale LaFayette, quando l'America celebrò la visita di LaFayette nel 1824. Un cittadino di Filadelfia notò che nulla sarebbe stato più naturale che un maestro come Johnson si esibisse al grande ballo di LaFayette. Questa notorietà spiega perché la musica di Johnson fu inclusa in compilation insieme a Beethoven, Bellini, Brahms, Burgmüller, Czerny, Donizetti e Weber. Quando la sua banda di Filadelfia andò in tournée in Inghilterra nel 1838, Johnson poté suonare per la Regina Vittoria. Dopo che ebbe suonato per la Regina Vittoria, questa gli regalò una tromba d'argento.
Johnson riuscì a rivaleggiare con le organizzazioni musicali bianche, ricevendo il patrocinio del pubblico nonostante la notevole discriminazione razziale dell'epoca. I resoconti disponibili mostrano che la sua composizione e il suo modo di suonare dovevano avere qualità che non possono essere ricostruite dai manoscritti sopravvissuti. I resoconti storici suggeriscono che le sue esecuzioni infondevano cambiamenti ritmici stilistici, diversi dalle versioni scritte, che venivano dedotti dagli esecutori o istruiti verbalmente. Si presume che questo sia simile alle improvvisazioni dei musicisti jazz di oggi, anche se le pratiche e gli idiomi attuali sono probabilmente molto diversi da quelli usati da Johnson. Egli fu in grado di creare musica, armonie ed effetti interessanti che si discostavano dalle armonie diatoniche e dalle melodie triadiche popolari all'epoca.

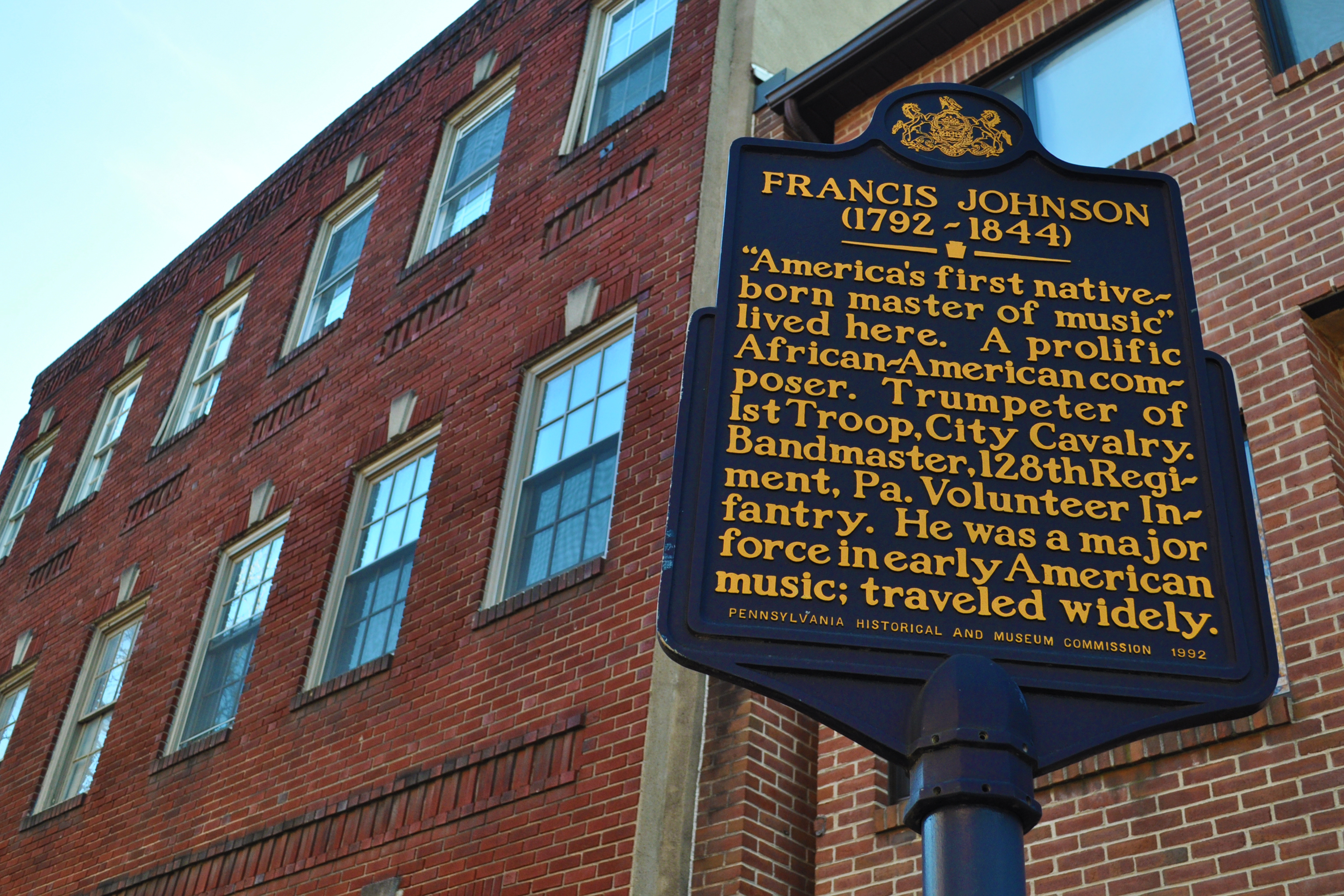
Marcatore storico di Johnson, Filadelfia PA

Johnson eseguì musica sacra anche nelle chiese nere di Filadelfia, New York e Boston. Nel marzo 1841 mise in scena una rappresentazione della Creazione presso la First African Presbyterian Church di Filadelfia e successivamente la ripeté in una chiesa europea-americana.
Johnson fu insegnante di ricchi studenti europeo-americani, uno dei quali scrisse che le pareti dello studio dell'insegnante erano ricoperte di immagini di strumenti, che nella stanza si potevano trovare vari strumenti e che gli scaffali erano carichi di migliaia di collezioni musicali. Lo studente notò che il posto in cui Johnson componeva conteneva manoscritti incompiuti, con penna e inchiostro pronti all'uso.
Dopo la morte di Johnson, la Frank Johnson Orchestra continuò a suonare con questo nome, guidata da Joseph Anderson Sr. e con arrangiamenti musicali di Henry F. Williams.

## Musica

### Innovazioni musicali
Il quotidiano Filadelfia Public Ledger riporta che Johnson introdusse la tecnica estesa di cantare mentre si suona, che oggi è diventata più comune come mezzo per fornire agli strumentisti a fiato un mezzo per produrre armonie. L'uso del flauto obbligato per imitare il cinguettio dei canarini nel suo “Bird Waltz” era “così naturale che la percezione più acuta non può scoprire la differenza”. I compositori Claude Debussy e Maurice Ravel potrebbero essere stati influenzati dalle tecniche di Johnson. La versione orchestrale di “Ma Mère l'Oye” (Mamma Oca) di Ravel presenta un effetto simile nel movimento “Pollicino”, dove i flauti rappresentano il cinguettio degli uccelli che rubano le briciole di pane.
L'opera Filadelfia Fireman's Quadrille stupì il pubblico perché si esaminò la tromba di Johnson che "gridava distintamente: Fuoco! Fuoco!”. Johnson fu associato a questi effetti drammatici e le imitazioni dei suoi contemporanei furono ritenute molto meno efficaci. La musica a programma divenne popolare in questo periodo, in particolare le opere che raffiguravano battaglie. Johnson arrangiò La battaglia di Praga di František Kočvara, impressionando il pubblico con effetti realistici. Il New Railroad Gallop di Johnson iniziava con il suono del vapore, proseguiva con il suono dei passeggeri che entravano nei vagoni e si concludeva con il suono del treno che raggiungeva la massima velocità. (Sud 112)

### Stile musicale
Purtroppo solo le recensioni dei critici dei giornali, dei membri del pubblico e dei programmi sopravvivono per raccontare i suoni prodotti da Johnson. In questo periodo era comune non scrivere una partitura completa, poiché le opere erano così richieste che era meglio lasciare questo compito impegnativo come scrivere le note; gli esecutori potevano essere istruiti più semplicemente a produrre il suono desiderato. Gli arrangiamenti venivano comunemente pubblicati per i dilettanti, al fine di aumentare la necessità di avere la band o l'orchestra originale. Oggi sopravvivono solo gli arrangiamenti per pianoforte richiesti dagli editori, insieme alle guide scheletriche degli altri arrangiamenti di Johnson. Gli effetti elaborati ed estesi di Johnson erano apparentemente più importanti delle sue composizioni semplici. Precorrendo l'era del jazz, la sua musica attuale era semplice, consentendo al compositore di istruire gli esecutori nello sviluppo di versioni musicalmente più complesse.